# The Desired Woman (film, 1918)
Pour les articles homonymes, voir The Desired Woman.
Pour plus de détails, voir Fiche technique et Distribution.
The Desired Woman est un film muet américain réalisé par Paul Scardon et sorti en 1918.

## Fiche technique
- Titre original : The Desired Woman
- Réalisation : Paul Scardon
- Scénario : Edward J. Montagne, d'après le roman de William Harben (en)
- Photographie : Robert A. Stuart
- Société de production : Vitagraph Company of America
- Pays de production : États-Unis
- Langue : film muet avec les intertitres en français
- Métrage : 1 500 m
- Format : Noir et blanc — 35 mm — 1,33:1 — Muet
- Genre : Film dramatique
- Durée : 50 minutes
- Date de sortie : 
  - États-Unis : 11 mars 1918

## Distribution
- Harry T. Morey : Richard Mostyn
- Florence Deshon (en) : Irene Mitchell
- Jean Paige : Dolly Drake
- Charles Hutchison : Jarvis Saunders
- William Cameron : Jeff Henderson
- Eulalie Jensen : Marie Winship
- Harold Foshay : Andy Buckton
- Aida Horton : Dick Mostyn
- Julia Swayne Gordon : Mme Moore
- Herbert Potter : Delbridge